# Leptagrion dardanoi
Leptagrion dardanoi är en trollsländeart som beskrevs av Santos 1968. Leptagrion dardanoi ingår i släktet Leptagrion och familjen dammflicksländor. Inga underarter finns listade i Catalogue of Life.